# Бриоле
Бриоле (фр. Briollay) насеље је и општина у западној Француској у региону Лоара, у департману Мен и Лоара која припада префектури Анже.
По подацима из 2011. године у општини је живело 2713 становника, а густина насељености је износила 189,99 становника/km². Општина се простире на површини од 14,28 km². Налази се на средњој надморској висини од 15 метара (максималној 64 m, а минималној 13 m).

## Демографија
| 1962. | 1968. | 1975. | 1982. | 1990. | 1999. | 2011. |
| ----- | ----- | ----- | ----- | ----- | ----- | ----- |
| 661   | 776   | 1.164 | 1.683 | 2.005 | 2.282 | 2.713 |

График промене броја становника у току последњих година